# Timrå
Timrå er administrationsby i Timrå kommun i Västernorrlands län i landskabet Medelpad i Sverige. Timrå havde i 2010 10.443 indbyggere. Timrå består af tre mindre byer som er vokset sammen: Vivsta, Sörberge og Fagervik, og er nærmest en forstad til Sundsvall ca. 10 km mod syd; den ligger ud til nordenden af Alnösundet og Alnön.